# اشتیمل
اشتیمل (به صربی: Штимље) شهری در منطقه اوروشواس کشور کوزوو است که در سرشماری سال ۲۰۱۱ میلادی، ۲۷٬۲۸۸ نفر جمعیت داشته‌است.